# Regra de l'Hôpital
Em cálculo, a Regra de L'Hôpital é um teorema que fornece uma técnica para avaliar limites de formas indeterminadas. A regra diz que, nesses casos, o limite da fração é igual ao limite da derivada do numerador dividida pelo limite da derivada do denominador, supondo funções deriváveis no intervalo de interesse.
Seu objetivo é calcular o limite de frações nos casos em que há indeterminações do tipo {\displaystyle {\frac {0}{0}}} ou {\displaystyle {\frac {\,\!\infty }{\,\!\infty }}}. 
A Regra de L'Hôpital foi incorporada no primeiro livro de texto sobre cálculo diferencial, publicado por Guillaume François Antoine, Marquês de l'Hôpital, em 1712. 

## História
Guillaume de l'Hôpital publicou esta regra em seu livro de 1696 Analyze des Infiniment Petits pour l'Intelligence des Lignes Courbes (tradução literal: Análise do Infinitamente Pequeno para o Entendimento de Linhas Curvas), o primeiro livro sobre cálculo diferencial. No entanto, acredita-se que a regra foi descoberta pelo matemático suíço Johann Bernoulli. Posteriormente foi-se descoberto que a regra integrou a obra do marquês, sendo também atribuída ao mesmo, mediante um acordo entre ele e Bernoulli.

## Demonstração

### Caso especial
A prova da regra de L'Hôpital é simples no caso em que f e g são continuamente diferenciáveis no ponto  c e onde é encontrado um limite finito após a primeira tentativa de diferenciação. Esta não é uma prova geral para a regra L'Hôpital, pois é mais estrita, necessitando tanto de diferenciabilidade das duas funções f e g,  e que c seja um número real. Uma vez que diversas funções comuns têm derivadas contínuas (por exemplo, polinômios, seno e cosseno, função exponencial), é um caso especial que merece atenção.
Suponha que f e g são continuamente diferenciáveis num número real c, em que {\displaystyle f(c)=g(c)=0\,}, e que {\displaystyle g'(c)\neq 0}. Então
{\displaystyle \lim _{x\to c}{\frac {f(x)}{g(x)}}=\lim _{x\to c}{\frac {f(x)-f(c)}{g(x)-g(c)}}=\lim _{x\to c}{\frac {\left({\frac {f(x)-f(c)}{x-c}}\right)}{\left({\frac {g(x)-g(c)}{x-c}}\right)}}={\frac {\lim _{x\to c}\left({\frac {f(x)-f(c)}{x-c}}\right)}{\lim _{x\to c}\left({\frac {g(x)-g(c)}{x-c}}\right)}}={\frac {f'(c)}{g'(c)}}=\lim _{x\to c}{\frac {f'(x)}{g'(x)}}.}

## Enunciado
Sejam {\displaystyle f} e {\displaystyle g} funções deriváveis num intervalo ou união de intervalos {\displaystyle I}, com {\displaystyle g'(x)\neq 0,\;\forall x\in I}.
Se {\displaystyle \lim _{x\to p}f(x)=\lim _{x\to p}g(x)=0}  ou  {\displaystyle \lim _{x\to p}f(x)=\lim _{x\to p}g(x)=\infty }
Então, se {\displaystyle \lim _{x\to p}{\frac {f'(x)}{g'(x)}}=\lambda },
com {\displaystyle \lambda \in \mathbb {R} } ou {\displaystyle \lambda =+\infty } ou {\displaystyle \lambda =-\infty }:
{\displaystyle \lim _{x\to p}{\frac {f(x)}{g(x)}}=\lim _{x\to p}{\frac {f'(x)}{g'(x)}}}
Com {\displaystyle p=c}, {\displaystyle p=c^{+}}, {\displaystyle p=c^{-}}, {\displaystyle p=+\infty } ou {\displaystyle p=-\infty }.
É importante notar-se que esta é uma relação de sentido único (não é uma equivalência). Observa-se, também,  que  necessariamente {\displaystyle \lambda \in \mathbb {R} } ou {\displaystyle \lambda =+\infty } ou {\displaystyle \lambda =-\infty }, noutro caso nada se pode concluir.

## Aplicações
A regra pode ser aplicada em exemplos como na expressão inicial abaixo, no qual um limite com {\displaystyle x} tendendo à {\displaystyle 1}, resultará num denominador {\displaystyle 1-1}, resultando em zero. A regra de L'Hôpital tornará o denominador {\displaystyle 1}, removendo a indeterminação.
{\displaystyle \lim _{x\to 1}{\frac {x^{2}-1}{x-1}}=\lim _{x\to 1}{\frac {(x^{2}-1)'}{(x-1)'}}=\lim _{x\to 1}{\frac {2x}{1}}=\lim _{x\to 1}2x=2*1=2}
Já na expressão inicial abaixo, com {\displaystyle x} tendendo à {\displaystyle \infty }, o denominador será infinito, uma indeterminação. A regra de L'Hôpital também tornará o denominador {\displaystyle 1}, removendo a indeterminação.
{\displaystyle \lim _{x\to \,\!\infty }{\frac {e^{x}}{x}}=\lim _{x\to \,\!\infty }{\frac {(e^{x})'}{(x)'}}=\lim _{x\to \,\!\infty }{\frac {e^{x}}{1}}=\lim _{x\to \,\!\infty }e^{x}=\lim _{x\to \,\!\infty }e^{\infty }=\,\!\infty }
Algumas aplicações da regra de L'Hôpital necessitam de manipulação algébrica para se tornar uma fração para que possam ser usadas.
Na expressão abaixo, com o limite fundamental, precisa-se manipular o expoente {\displaystyle {\frac {1}{x}}} usando propriedades do logaritmo natural para transformar a expressão numa fração.
{\displaystyle y=\lim _{x\to \,\!\infty }x^{\frac {1}{x}}}
{\displaystyle ln(y)=ln\left(\lim _{x\to \,\!\infty }x^{\frac {1}{x}}\right)}
{\displaystyle ln(y)=\lim _{x\to \,\!\infty }{\frac {ln(x)}{x}}}
aplicando a regra de L'Hôpital:
{\displaystyle ln(y)=\lim _{x\to \,\!\infty }{\frac {(ln(x))'}{(x)'}}=\lim _{x\to \,\!\infty }{\frac {\frac {1}{x}}{1}}=\lim _{x\to \,\!\infty }{\frac {1}{x}}={\frac {1}{\infty }}\,\!}
{\displaystyle ln(y)=0}
{\displaystyle e^{ln(y)}=e^{0}}
{\displaystyle y=e^{0}\,\!}
{\displaystyle y=1\,\!}
O mesmo pode ser usado no limite fundamental, para manipular o expoente {\displaystyle n}.
{\displaystyle k=\lim _{n\to \infty }\left(1+{\frac {1}{n}}\right)^{n}}
{\displaystyle ln(k)=ln\left(\lim _{n\to \infty }\left(1+{\frac {1}{n}}\right)^{n}\right)}
{\displaystyle ln(k)=\lim _{n\to \infty }n\cdot ln\left(1+{\frac {1}{n}}\right)}
{\displaystyle ln(k)=\lim _{n\to \infty }{\frac {ln\left(1+{\frac {1}{n}}\right)}{\frac {1}{n}}}}
Com a manipulação, é possível aplicar a regra para remover a indeterminação:
{\displaystyle ln(k)=\lim _{n\to \infty }{\frac {\left({\frac {-1}{n^{2}}}\right)}{\left(1+{\frac {1}{n}}\right)\left({\frac {-1}{n^{2}}}\right)}}}
{\displaystyle ln(k)=\lim _{n\to \infty }{\frac {1}{\left(1+{\frac {1}{n}}\right)}}=1}
{\displaystyle k=e\,\!}

## Exemplos
Alguns exemplos podem ser fornecidos.
{\displaystyle \lim _{x\to 0}{\frac {tg(x)}{x}}={\frac {tg(0)}{0}}={\frac {0}{0}}}
Aplicando a regra de L'Hôpital:
{\displaystyle \lim _{x\to 0}{\frac {tg(x)}{x}}=\lim _{x\to 0}{\frac {(tg(x))'}{(x)'}}=\lim _{x\to 0}{\frac {sec^{2}(x)}{1}}=1}
A regra pode ainda ser usada para calcular alguns limites notáveis tais como:
{\displaystyle \lim _{x\to 0}{\frac {sen(x)}{x}}={\frac {sen(0)}{0}}={\frac {0}{0}}}
Aplicando a regra
{\displaystyle \lim _{x\to 0}{\frac {sen(x)}{x}}=\lim _{x\to 0}{\frac {(sen(x))'}{(x)'}}=\lim _{x\to 0}{\frac {cos(x)}{1}}=1}